# مرسيدس بنز دبليو 120
مرسيدس بنز دبليو 120 (بالإنجليزية: Mercedes-Benz W120) هي سيارة من صناعة دايملر بنز أنتجت في 1953.